# سوزيت ليويلين
سوزيت ليويلين (بالإنجليزية: Suzette Llewellyn)‏ هي ممثلة بريطانية، ولدت في 7 سبتمبر 1962 في هامرسميث في المملكة المتحدة.

## وصلات خارجية
- سوزيت ليويلين على موقع IMDb (الإنجليزية)
- سوزيت ليويلين على موقع قاعدة بيانات الفيلم (الإنجليزية)